# فريدي ويبستر
فريدي ويبستر (بالإنجليزية: Freddie Webster)‏ هو عازف جاز أمريكي، ولد في 8 يونيو 1916 في كليفلاند في الولايات المتحدة، وتوفي في 1 أبريل 1947 في شيكاغو في الولايات المتحدة بسبب نوبة قلبية.

## وصلات خارجية
- فريدي ويبستر على موقع ميوزك برينز (الإنجليزية)
- فريدي ويبستر على موقع أول ميوزيك (الإنجليزية)
- فريدي ويبستر على موقع ديسكوغز (الإنجليزية)